# Formuła Radbrucha
Formuła Radbrucha – formuła filozoficznoprawna autorstwa niemieckiego prawnika i filozofa Gustava Radbrucha. Głosi ona, że jeśli norma prawna w drastyczny sposób łamie podstawowe normy moralne, to nie obowiązuje (łac. lex iniustissima non est lex). Taka norma nie dostępuje godności bycia prawem, może być odrzucona i tym samym obywatele nie mają obowiązku jej przestrzegania, a administracja państwowa i sądownictwo jej stosowania. Jest ona jedną z czołowych współczesnych koncepcji zbliżających do siebie pozytywizm prawniczy i prawnonaturalizm. 

## Powstanie formuły
O formule Radbrucha należy mówić w odpowiednim kontekście historycznym. Przed II wojną światową w zachodniej filozofii prawa dominował skrajny, ortodoksyjny pozytywizm prawniczy zakładający, że każda norma prawna, wydana przez odpowiedni organ państwowy w odpowiedniej formie i w odpowiedni sposób jest częścią systemu prawa i jest normą bezwzględnie obowiązującą.
Formuła została zaprezentowana po raz pierwszy w 1945 w audycji „Pięć minut filozofii prawa”, a rozwinięta w klasycznej formie w artykule z 1946 Ustawowe bezprawie i ponadustawowe prawo, który był reakcją na degenerację systemu prawnego w czasach III Rzeszy. Według Radbrucha prawnicy niemieccy przez silne przywiązanie do pozytywizmu prawnego nie byli w stanie przeciwstawić się instrumentalizacji prawa przez nazistów.

## Formuła Radbrucha w orzecznictwie sądów
Do formuły Radbrucha wielokrotnie odwoływały się niemieckie sądy, szczególnie Federalny Trybunał Konstytucyjny.
Test dla pozytywizmu prawniczego przyniosła praktyka III Rzeszy, której instytucje stanowiły prawo zgodnie z pozytywistycznymi kryteriami legalności, ale z pogwałceniem podstawowych zasad etycznych (por. Ustawy norymberskie). Orzeczenia Trybunału Norymberskiego musiały się zatem odwoływać nie do niemieckiego prawa stanowionego (lex), ale do „prawa naturalnego” (ius) i moralnych ocen sędziów.
Dzięki niej możliwe było podważenie m.in. rozporządzenia nr 11 do Ustawy o Obywatelstwie Rzeszy z 25 listopada 1941 r., pozbawiającego majątku i obywatelstwa emigrantów pochodzenia żydowskiego. Wyroki powołujące się na formułę Radbrucha zapadały także w sprawach cywilnych i karnych prowadzonych przed Trybunałem Federalnym.
Po formułę sięgnięto ponownie w latach 90. w tzw. procesach strzelców, czyli procesach strażników granicznych strzelających do uciekających przez Mur Berliński do Berlina Zachodniego. Główny wyrok w tej sprawie zapadł przed BVerfG 3 listopada 1992 r., w którym uznano za nieobowiązujące okoliczności wyłączające bezprawność użycia broni wobec osób bezprawnie przekraczających granicę niemiecko-niemiecką.
Chociaż koncepcja Radbrucha jest szeroko znana i dyskutowana, poza Niemcami nie ma bezpośrednich odwołań do niej w orzecznictwie sądowym (choć można znaleźć wyroki uzasadniane w podobny sposób).